# Âm môi-môi
Trong ngữ âm học, âm môi-môi hay âm hai môi (tiếng Anh: bilabial consonant) là phụ âm được phát âm bằng cách vận dụng cả môi trên và môi dưới.

## Tần suất
Phương ngữ Igbo ở Thành phố Owerre phân biệt sáu biến thể âm tắc môi-môi: [p pʰ ɓ̥ b b̤ ɓ]. Chỉ tầm 0,7 % ngôn ngữ trên thế giới không sở hữu âm môi-môi nào trong hệ thống âm vị của chúng; một số ví dụ điển hình là tiếng Tlingit, tiếng Chipewyan, tiếng Oneida và tiếng Witchita.

## Ví dụ
Bảng mẫu tự ngữ âm quốc tế (IPA) phân biệt những âm môi-môi sau:
| IPA | Miêu tả                      | Ví dụ             | Ví dụ            | Ví dụ     | Ví dụ      |
| IPA | Miêu tả                      | Ngôn ngữ          | Chính tả         | IPA       | Nghĩa      |
| --- | ---------------------------- | ----------------- | ---------------- | --------- | ---------- |
|     | âm mũi môi-môi               | tiếng Việt        | muối             | [mwoj˧ˀ˥] | muối       |
|     | âm tắc môi-môi vô thanh      | tiếng Việt        | nhíp             | [ɲip˧ˀ˥]  | nhíp       |
|     | âm tắc môi-môi hữu thanh     | tiếng Anh         | bed              | [bɛd]     | giường     |
|     | âm xát môi-môi vô thanh      | tiếng Nhật        | 富士山 (fujisan) | [ɸuʑisaɴ] | núi Phú Sĩ |
|     | âm xát môi-môi hữu thanh     | tiếng Ewe         | ɛʋɛ              | [ɛ̀βɛ̀]     | tiếng Ewe  |
|     | âm tiếp cận môi-môi          | tiếng Tây Ban Nha | lobo             | [loβ̞o]    | sói        |
|     | âm rung môi-môi              | tiếng Nias        | simbi            | [siʙi]    | hàm dưới   |
|     | âm hút vào môi-môi hữu thanh | tiếng Việt        | bạn              | [ɓan̪˧ˀ˨ʔ] | bạn        |
|     | âm phụt môi-môi              | tiếng Adyghe      | пӀэ              | [pʼa]     | thịt       |
|     | âm chắt môi-môi              | tiếng Nǁng        | ʘoe              | [ʘoe]     | thịt       |